# Jaromír Navrátil
Jaromír Navrátil (* 20. Februar 1963 in Kralupy nad Vltavou) ist ein ehemaliger tschechischer Fußballspieler.
Navrátil begann mit dem Fußballspielen bei Sokol Veltrusy, in seiner Jugend spielte er außerdem für Kaučuk Kralupy. Seinen Wehrdienst absolvierte er von 1982 bis 1984 in Sušice.
Seine erste Station im Erwachsenenbereich war AŠ Mladá Boleslav. Ab 1987 spielte Navrátil für Zbrojovka Brünn, mit dem ihm 1989 der Aufstieg in die 1. tschechoslowakische Liga gelang. In der Saison 1991/92 spielte er für drei Vereine. Zunächst für Slavia Prag, anschließend für den Lokalrivalen Bohemians Prag, schließlich für Chmel Blšany. In der folgenden beiden Jahren lief er für Union Cheb auf, auch dort gelang ihm 1993 der Aufstieg in die höchste Spielklasse. Seine erfolgreichste Zeit hatte Navrátil beim FK Jablonec, für den er von 1994 bis 1998 spielte.
In 109 Erstligaspielen schoss Navrátil 21 Tore, darüber hinaus wurde er zwei Mal in die Tschechische Nationalmannschaft berufen. Am 13. Dezember 1995 debütierte er beim 2:1-Auswärtserfolg gegen Kuwait. Sein zweites und letztes Länderspiel bestritt der Mittelfeldspieler am 26. März 1995 in Ostrava im Länderspiel gegen die Türkei, als er in der 67. Spielminute für Karel Poborský eingewechselt wurde. Im Januar 1999 wechselte Navrátil zu Viktoria Žižkov, seine Karriere beendete er 2000 dort, wo sie angefangen hatte, in Mladá Boleslav.